# Providas Romanorum
Providas Romanorum je bula pape Benedikta XIV., objavljena 18. ožujka 1751. godine. Ovim dokumentom papa potvrđuje raniju bulu In eminenti Apostolatus Specula pape Klementa XII. i, poput nje, usmjerava svoju osudu protiv slobodnog zidarstva. Zabranjuje svakom katoličkom vjerniku bilo kakav kontakt sa slobodnim zidarima.

## Ekskomunikacija i inkvizicija
U buli papa opisuje masonske lože kao tajna društva čiji je cilj širenje i suprotstavljanje postojećim zakonima. Ponovno ističe upozorenja svog prethodnika te pojačava prijetnju ekskomunikacijom. Svaki katolik dužan je potpuno se distancirati od tih sekti, a oni koji im se pridruže automatski će biti ekskomunicirani do kraja života.
Benedikt XIV. naređuje biskupima, višem kleru i cijelom svećenstvu da, uz pomoć inkvizicije, kazne svaku herezu i sve one koji sudjeluju u tajnim društvima. Osobe koje su uključene u takve aktivnosti trebaju biti uhićene, a njihova imovina zaplijenjena.

## Razlozi za osudu
Papa navodi sljedeće razloge za donošenje ovih mjera:
- Opasnost za katoličku vjeru – "U tim društvima i skupinama mogu se međusobno okupljati ljudi bilo koje religije i sekte; jasno je koliku štetu to može nanijeti čistoći Katoličke vjere."
- Strogo čuvanje tajni – "Stroga i neprobojna obveza čuvanja tajne, zbog koje se skriva ono što se događa na tim sastancima."
- Neprihvatljiva prisega na tajnost – "Prisega kojom se članovi obvezuju nepovredivo čuvati navedenu tajnu, kao da je dopušteno nekome, kada ga legitimna vlast ispituje, pod izlikom neke prisege ili obećanja izbjeći obvezu otkrivanja svega što se traži, kako bi se utvrdilo odvija li se u tim skupinama nešto suprotno stabilnosti i zakonima Vjere i Države."
- Nepomirljivost s građanskim i kanonskim pravom – "Ta društva nisu suprotstavljena samo crkvenim, već i građanskim zakonima, budući da prema građanskom pravu nisu dopuštene organizacije i okupljanja osnovana bez odobrenja javne vlasti."
- Zabrana u mnogim državama – "U mnogim državama navedena društva i organizacije već su zakonski zabranjena i progonjena prema zakonima svjetovnih vladara."
- Osuda od strane časnih i razboritih ljudi – "Posljednji razlog je to što su razboriti i pošteni ljudi osuđivali ta društva i organizacije; prema njihovu mišljenju, svatko tko bi im se pridružio navukao bi na sebe sumnju u moralnu izopačenost i pokvarenost."

Bula Providas Romanorum dodatno učvršćuje crkvenu osudu slobodnog zidarstva, naglašavajući da su njezine tajne urote nespojive s vjerom, zakonom i društvenim poretkom.

## Reakcije
U Habsburškoj Monarhiji objavljivanje ove bule bilo je zabranjeno, što se često povezivalo s činjenicom da je rimsko-njemački car Franjo I., suprug Marije Terezije, bio pripadnik slobodnih zidara. Istu sudbinu imala je bila In eminenti Apostolatus Specula (1738.).